# 叛教 (伊斯蘭教)
伊斯蘭教所谓的叛教（阿拉伯语：‎；irtidād或riddah）通常被定義為一位先前信奉伊斯蘭教（包括出生在穆斯林家庭）的人在言語或行為上摒棄伊斯蘭教，例如公開宣稱或被證實放棄伊斯蘭信仰、持異端主張、對戒律明知故犯且拒絕悔改（不行五功、故意違犯禁令、跟卡菲爾聯合對抗教胞等均屬之）、故意辱教、公開質疑伊斯蘭信仰本身等。
遜尼派的四個主要教法學派都認同一個人非因無知（如父親是偽信者，致子女從小缺乏伊斯蘭教育）或受脅迫（如因生命安全考量而觸犯禁令）而叛教是一種罪。他們也把嚴重叛教（如上述行為）與輕微叛教（如表示自己不虔誠）區分。根據瓦埃勒·哈拉格（Wael Hallaq）的說法，關於叛教的律法不是從《古蘭經》而來。
有些伊斯蘭教法學家，諸如哈乃斐派教法學家沙拉赫西（Sarakhsi）、馬立克派教法學家Abu al-Walid al-Baji及罕百里派教法學家伊本·泰米葉，以及一些當代伊斯蘭教法學家，諸如沙斐儀派大穆夫提阿里·戈馬（Ali Gomaa）及什葉派的大阿亞圖拉侯賽因-阿里·蒙塔澤里，認為改變宗教信仰不應受「地上的」懲罰，或者僅在特定情況下才應受懲罰。
現代也有一些因為叛教而被判死刑或受死刑威脅的知名事例，包括阿富汗男子阿卜杜勒·拉赫曼因為改信基督教而於2006年被拘捕及面臨死刑，後來當局以他「精神不健全」而釋放他。
《世界人權宣言》第18條表明「改變宗教或信仰之自由」是基本人權之一。由伊斯蘭會議組織成員國在1990年發表的《開羅伊斯蘭人權宣言》卻沒有把「退教自由」包括在內。在2007年12月舉行的聯合國人權理事會會議上，伊斯蘭會議組織透過與會的巴基斯坦代表團宣佈該集團不承認個人有自由改變宗教信仰的權利。

## 古蘭經的提及
伊斯蘭教視叛教為重大罪過，見《古蘭經》第2章第217節、3章86至88、90節、4章137節、5章54節、9章74節及16章106節。這些經文說真主會懲罰叛教者。除了16章106節以外，上述談論叛教的經文都是屬於麥地那篇章，即是穆罕默德建立伊斯蘭政權後。
《古蘭經》第4章第89節說穆斯林可以殺死「違背正道」的（第88節所指的）「詐偽者」，而第90節則列出了一些例外情況。
《古蘭經》關於叛教的其它經文包括第3章第72節。

## 聖訓的提及
《布哈里聖訓實錄》4:52:260、9:84:57、58及64、9:89:271記載穆罕默德說叛教者應被殺死。

## 叛教的刑罰

### 處死
在伊斯蘭法（沙里亞法），共識是男性叛教者必須被處死，除非他有精神病或是非自願情況的叛教，例如性命受到迫切威脅。根據遜尼派的沙斐儀派、馬立克派及罕百里派教法學說，女性叛教者必須被處死，而根據遜尼派的哈乃斐派學說及什葉派學者的說法，女性叛教者須被囚禁，直至她重新信仰伊斯蘭教為止。理論上，穆斯林社會有過濾及制裁叛教者的權利及義務；但為避免影響人心，破壞烏瑪表面上的團結，針對叛教問題亦有審慎為之的一面，穆罕默德亦注意到這點。偽信者則無地上的處罰，雖然其嚴重性甚於叛教。
少數中世紀時期的伊斯蘭教法學家，例如上面提及的沙拉赫西等人，認為叛教不應受到地上法律的懲罰。一些當代的伊斯蘭教法學家，例如上面提及的阿里·戈馬、蒙塔澤里等人，以及一些學者及作者也同樣認為改變宗教信仰不應受「地上的」懲罰，或者僅在特定情況下才應受懲罰，不過這些少數派意見尚未被大多數伊斯蘭教學者廣泛接受。對於一個並未叛教的穆斯林來說，只有殺死教胞及已婚通姦兩條有規定必須處死，可見伊斯蘭對叛教的嚴厲程度。

### 在穆斯林世界的實施情況
在傳統的伊斯蘭法，叛教者在監禁中可被給予最多三天的時間去悔過及重新接受伊斯蘭教，如果期限過後該人仍然不從，就可以殺他。或者發布教令追殺叛教者，刺殺叛教者的穆斯林將會得到獎賞。其它關於叛教的懲罰及考慮有：如果夫婦其中一方叛教，雙方的婚姻即告自動無效；未成年的叛教者會被囚禁至成年才會被處死。叛教前所生子女若否認穆斯林身份亦屬叛教。
在科索沃、阿爾巴尼亞、哈薩克、塔吉克等相當世俗穆斯林佔半數和多數的國家叛教是沒有刑責後果乃至於當地社會都普遍接受(如無宗教和各宗教皆能共存的阿爾巴尼亞)；不過在保守的穆斯林佔多數尤其將伊斯蘭定為國教的國家(包括伊朗、也門、阿富汗等國)就有刑責後果，嚴重甚至可能會有被即時處決風險。
下面列出的近期關於叛教的事例，顯示上述刑罰在現時已經很少會被完全地執行，亦帶出了一些國家中世俗法律與伊斯蘭法的調和問題。
在阿拉伯帝國時期，叛教被視作叛國，以死罪論處。時至今日，在保守伊斯蘭的沙地阿拉伯、索馬里、卡塔爾、也門、伊朗、巴基斯坦、阿富汗及毛里塔尼亞(事實在已廢死)犯叛教罪最高可被判死刑。

### 反對處死的意見
奧斯曼帝國於1844年頒佈法令廢除叛教罪的死刑處罰。
巴基斯坦前首席法官S. A. Rahman認為《古蘭經》沒有指明要處死叛教者。Abdullah Saeed及Hassan Saeed認為伊斯蘭法的叛教法及死刑處罰不符合伊斯蘭教的一些基本原則。他們指早期的叛教法基本上是一種宗教政治工具，而在早期的穆斯林當中對於叛教刑罰的意見有不小的分歧。不過這些觀點沒有被主流的穆斯林學者接受。
一些著名的伊斯蘭教學者，例如阿里·戈馬，認為法律不應禁止叛教，應讓真主在後世懲罰叛教者。

## 近期關於叛教的事件
雖然未有正式統計，在現今穆斯林世界，非政府的個人或團體殺害叛教者的事例多於政府當局對叛教者執行死刑的事例。其中一個例子是2003年孟加拉一位從伊斯蘭教改信基督教的傳道人於回家途中被刺死。孟加拉沒有禁止叛教的法例，但是一些伊瑪目鼓吹殺死從伊斯蘭教改信其它宗教的人。英國有不少前穆斯林要面對穆斯林的辱罵及暴力，甚至死亡威脅。在其它西方國家也有類似的針對脫離伊斯蘭教的人的事例。
皮尤研究中心在2010年發表的一個調查顯示支持處死退出伊斯蘭教的人在中東和部分南亞國家比例高，阿富汗有90%、約旦有86%、埃及有84%、巴基斯坦有76%、印度尼西亞有30%；相反在巴爾幹半島民族對伊斯蘭叛教看法相當開明，土耳其有17%、波斯尼亞有11%、科索沃只有8%、阿爾巴尼亞更不足1%，數據反映最保守的穆斯林坐落於中東和部分南亞國家，而巴爾幹半島穆斯林民風最開明，主要原因是因為巴爾幹穆斯林深受西化思想以及強烈的世俗主義影響，尤其在阿爾巴尼亞的社會對隨時改變宗教信仰甚至叛教頗為接受和支持。該中心在2013年發表的調查報告顯示在馬來西亞、阿富汗、巴基斯坦、埃及、約旦和巴勒斯坦有超過半數受訪穆斯林支持處死退教者。

### 阿富汗
雖然阿富汗憲法有條文保障宗教信仰自由，可是又規定任何法律不得違反伊斯蘭教義，所以放棄伊斯蘭教信仰的人可以被控以叛教罪。2006年的阿卜杜勒·拉赫曼案雖然引起西方國家的廣泛關注，可是阿富汗憲法在事後仍然沒有作出保障離教自由的修改。
2010年，改信基督教的阿富汗人阿薩杜拉赫（Shoaib Assadullah）因為把一本《新約聖經》給予另一阿富汗人而被告發及拘捕，隨後被控叛教罪。阿薩杜拉赫在2011年獲釋，隨後離開阿富汗。

### 伊朗
當代被指控叛教的最著名人物，大概是薩爾曼·魯西迪。1989年，伊朗的霍梅尼向這位作家發出追殺令，指他的《撒旦詩篇》褻瀆伊斯蘭教。
1990年，一個於30年前（當時13歲）從伊斯蘭教改信基督教的伊朗人Hossein Soodmand被當局以叛教罪執行絞刑處死。
根據美國智庫「自由之家」，從1990年代起伊朗有時用「行刑隊」對付改信者，包括基督新教的主要領導人。總統艾哈邁迪內賈德的政府展開一個有系統的行動，意圖找出改信者，使他們重新信奉伊斯蘭教或是殺掉他們。
2008年，伊朗有意立法把「互聯網上叛教」定為判處死刑的罪行。
其他曾經被控以叛教罪的伊朗人包括哈希姆·阿哈加里及Hassan Youssefi Eshkevari，雖然未有被處死。事件起因不是他們表示改投另一信仰，而是他們的言論及/或活動（在外人看來是伊斯蘭改革主義者的政治表達）被法庭認為違反了伊斯蘭教義。阿哈加里因為在一次演說中呼籲伊朗人「不要盲目跟從」伊斯蘭教士而被裁定叛教罪名成立；Eshkevari則是於2000年到德國柏林出席「選舉後的伊朗」會議後被控叛教罪。阿哈加里於2002年被判死刑，經過上訴及重審後改判有期徒刑；Eshkevari也曾被判死刑，上訴後改判有期徒刑。
2009年，早年從伊斯蘭教改信基督教的伊朗牧師尤素福·納達克哈尼被伊朗政府拘捕，其後被控叛教罪及被判死刑，引起國際關注。伊朗法院在2012年改判他叛教罪不成立而較輕的其它罪名成立。
2012年，两名伊朗人因连续多次饮酒被判死刑。針對觸犯禁令是否成立叛教死罪，伊斯蘭教法認為應看其是否有「以非法為合法」或是尚未悔改其非法行為而定，後者可無限期處罰導正而不處死（類似馬來西亞對叛教者做法），但該教條自由心證頗大，伊朗法院於本案採前者判決。

#### 巴哈伊信仰
巴哈伊信仰雖然起源於伊朗及是該國最大的少數派宗教，但是什葉派教士以巴哈伊信仰宣稱在穆罕默德之後仍會有神的啟示而視其信徒為叛教者。巴哈伊信徒認為自己的信仰是一種獨立宗教，但是伊朗法律把該信仰視為異端。巴哈伊信徒因此在伊朗受到不少各種迫害。

### 沙特阿拉伯
沙特阿拉伯有一些遜尼派教士認為什葉派是叛教者。1992年，一名什葉派穆斯林Sadiq 'Abdul-Karim Malallah因為叛教罪及褻瀆罪而被斬首處死。2016年，一名什葉派謝赫尼姆爾·尼姆爾因「反對政府領導」而被處死，伊朗以及許多什葉派國家均表示抗議。

### 埃及
2006年4月，埃及法庭在一次判決中對巴哈伊信仰予以承認，有教士說服政府提出上訴。反對派穆斯林兄弟會的國會議員Gamal Akl說巴哈伊信徒是改變信仰而該被殺死的異教徒。
2012年當選埃及總統的穆罕默德·穆爾西認為穆斯林有權以不引起注意的方式改變信仰，但是公開宣佈改變信仰的做法會損害社會，應該受叛教罪懲罰。

### 蘇丹
2014年5月，蘇丹法院以叛教罪判處一名信仰基督教的女子Meriam Yehya Ibrahim Ishag（法官以她的穆斯林名字Adraf Al-Hadi Mohammed Abdullah稱呼她）死刑。國際特赦組織指雖然她的父親是穆斯林，但是父親在她童年時不在家，而她自小已跟隨母親的宗教信仰作為基督徒生活。Meriam Yehya Ibrahim Ishag堅持她是基督徒，從來沒有從伊斯蘭教叛教。法院曾經給她三天時間讓她改信伊斯蘭教，但被她拒絕。同年6月上訴法院下令釋放她。
2020年7月，苏丹主權委員會批准把叛教除罪化的法律修訂。

### 阿爾及利亞
2006年3月21日，阿爾及利亞國會通過新法例，規定「試圖向穆斯林傳教以改變其信仰」的人可被判罰款及監禁2至5年，而該等刑罰也適用於「儲存或流傳出版物、影音作品或其它方式，用以動搖對伊斯蘭教的信仰」的任何人。

### 馬來西亞
在馬來西亞，一個身份登記為穆斯林的人如果打算把身份改為非穆斯林，通常需要先取得宗教法庭的批准，可是這類申請大多數不會成功。此外，試圖改變信仰的穆斯林有可能會被政府送往宗教「康復」中心，接受强制性的宗教教育。馬來西亞法律禁止向穆斯林傳播非伊斯蘭信仰。另一方面，馬來西亞政府不會阻止非穆斯林改信伊斯蘭教。
2007年，馬來西亞聯邦法院三名法官以二比一判決駁回一名從伊斯蘭教改信基督教的女子要求更改身份證上宗教的申請，判決指穆斯林申請改教需要由伊斯蘭法庭審理，非宗教法庭無權干預，而伊斯蘭法庭先前已判決不准許她改教。
根據吉蘭丹州及登嘉樓州的州法律，叛教（從伊斯蘭教改投另一信仰）可被判處死刑，至今未有人因此而被定罪，而且也與聯邦憲法有抵觸而無法執行。從伊斯蘭教改信其它宗教在霹靂州、馬六甲州、彭亨州及沙巴州是刑事罪行，可判處罰款或監禁，在彭亨州更可判處打籐。
許多改信基督教等其它宗教的馬來人被迫在表面上裝作仍是穆斯林，即使在家人及朋友面前仍要隱瞞新信仰。

### 英國
2007年的一個調查指受訪的英國16至24歲穆斯林有36%認為改信另一宗教的穆斯林應該被處死，而55歲以上的人有19%支持處死。同年英國聖公會一位主教表示擔心在英國改變信仰的前穆斯林的人身安全。在英國的退教者被當地穆斯林不斷滋擾的事件也有發生過，而一些英國年輕退教者在告知親人自己不再信仰伊斯蘭教後遭受恐嚇、排斥甚至人身傷害。

## 外部連結
- Which countries still outlaw apostasy and blasphemy?（页面存档备份，存于）, Pew Research Center, 2014-05-28.